# Воскресенская церковь (Витебск)
Храм Воскресения Христова на Рыночной площади (в просторечии Рынковая церковь) — православный храм в Витебске. Построен в 2009 году по образцу церкви XVIII века, стоявшей на этом месте и разрушенной в 1936 году.

## История
Точная дата, когда возникла первая церковь на этом месте, неизвестна. Однако впервые деревянная православная Воскресенская церковь упоминается в источниках в 1558 году. Воскресенскую церковь часто называли Рынковой. Это название она получила за то, что находилась на рыночной площади. Изображение этой церкви можно увидеть на чертеже Витебска 1664 года. Однако храм часто горел, потом отстраивался заново, опять горел. Как он прекратил своё существование неизвестно. Может, в очередной раз сгорел, а может, был разрушен.
Строительство на месте деревянного храма нового, каменного, было завершено в 1772 году. Возведен храм был в стиле виленского барокко и архитектором являлся, по некоторым предположениям, И. К. Глаубиц (автор ратуши и Софийского собора в Полоцке). При этом храм получил ещё одно неофициальное название — Смыковской (купец Николай Смык был один из спонсоров строительства храма). Примечательно, что каменный храм первоначально был униатским, а не православным.
Существует легенда, что храм был настолько красив, что даже сам Наполеон Бонапарт при оккупации Витебска не посмел его тронуть, а приказал разместить в храме лазарет. Православным храм стал только в 1834 году, а в 1841 году был перестроен архитектором Портом с тем, чтобы полностью соответствовать православным канонам.
Воскресенская церковь в Витебске была разрушена в январе 1936 года по постановлению советских городских властей. Согласно официальной причине, храм «мешал движению городского транспорта». Однако уже в 1940 году это событие было названо «перегибом», а церковь признана безвозвратно утерянным памятником архитектуры.
И только после распада СССР разговоры о том, что нужно бы восстановить храм, приобрели реальную почву. Долгие споры о том, быть храму православным или униатским, закончились тем, что храм будет православный, но восстановлен будет таким, каким его построили униаты в 1772 году. Единственное исключение — небольшая башенка с куполом в середине кровли и скрытый купол, видный только изнутри. В 1995 году начались проектные работы по восстановлению храма. Научный руководитель проекта реставрации — архитектор Игорь Ротько.
10 июля 2009 года Воскресенская церковь в Витебске была торжественно освящена и открыла двери для прихожан. Интересно, что в процесс строительства каждый желающий мог внести свою лепту и, заодно, увековечить своё имя. Для этого можно было купить кирпич для постройки храма, на котором писалось имя покупателя.
Внутреннее убранство храма создано благодаря меценатам и местным мастерам. Так, в 2011 году на алтарном щите храма витебский живописец Сергей Петров создал икону «Сошествие Иисуса Христа в ад». Каждый посетитель храма замечает невероятной красоты паникадило (главный светильник). Оно приобретено на средства мецената, имеет диаметр 3 метра и вес 600 кг. На башнях храма установлено 11 колоколов. Самый большой из них, Благовест, весит 1 200 кг, самый маленький — Тинька — всего 8 кг. Один из колоколов имеет голландское происхождение, датируется XIX веком, попал в Белоруссию как трофей после Второй Мировой войны.

## Архитектура
Здание представляет собой характерный для виленского барокко однонефный храм с полукруглой ориентированной на север апсидой с Ризницами по бокам, которые придавали строению прямоугольный план..
Главный фасад украшен двумя трёхэтажными изысканными башнями и имеет сложную волнистую поверхность. Между башен - двухъярусный барочный  фронтон, в XIX веке заменён на более низкий классический. Храм довольно скромный по размерам и состоит из одного нефа. Это обуславливается, видимо, плотной застройкой Рыночной площади. С севера храм завершается полукруглой апсидой с высоким фигурным барочным фронтоном и двумя низкими ризницами по бокам. Стены были украшены плоскими пилястрами и завершены профилированными карнизами, сквозные ярусы башен и фронтон украшены стилизованными волютами. Башни завершались фигурными куполами.
Про архитектора храма точно ничего не известно. Высказано предположение, что им был Иосиф Фонтана III, который построил Успенский собор в Витебске.
- Деревянная православная церковь на чертеже 1664 года
- Вид Рыночной площади Витебска с Воскресенской церковью, 1867 г.
- Церковь Воскресения Христова и костёл Св. Антония в Витебске на рисунке Наполеона Орды, 1875 г.
- Вид с юга
- Православный иконостас